# Pommier
Pommier là một xã trong tỉnh Pas-de-Calais, vùng Hauts-de-France, Pháp.

## Địa lý
Pommier có cự ly 15 dặm (24 km) về phía tây nam của Arras, tại giao lộ của các tuyến đường D8 và D30.

## Dân số
| 1962                                                              | 1968 | 1975 | 1982 | 1990 | 1999 | 2006 |
| ----------------------------------------------------------------- | ---- | ---- | ---- | ---- | ---- | ---- |
| 194                                                               | 217  | 194  | 196  | 207  | 188  | 227  |
| Số liệu điều tra dân số tính từ năm 1962, dân số chỉ tính một lần |      |      |      |      |      |      |

## Địa điểm nổi bật
- Nhà thờ St.Martin, thế kỷ 16.